# Morey-Saint-Denis
Morey-Saint-Denis ist eine französische Gemeinde im Département Côte-d’Or der Region Bourgogne-Franche-Comté. 

## Geografie
Morey-Saint-Denis hat 621 Einwohner (Stand 1. Januar 2022), liegt auf einer Höhe von 260 m und verfügt über eine Fläche von 783 Hektar. Die Gemeinde liegt etwa 14 Kilometer südlich von Dijon und grenzt im Süden an Chambolle-Musigny sowie im Norden an Gevrey-Chambertin. Wie viele Gemeinden der Côte de Nuits fügte die Gemeinde Morey den Namen seiner Top-Lage Clos-Saint-Denis 1927 an den Gemeindenamen an.

## Bevölkerungsentwicklung
| Jahr                       | 1962 | 1968 | 1975 | 1982 | 1990 | 1999 | 2007 | 2016 |
| Einwohner                  | 864  | 740  | 718  | 653  | 639  | 673  | 696  | 674  |
| Quellen: Cassini und INSEE |      |      |      |      |      |      |      |      |

## Weinbau
Das Weinbaugebiet Morey-Saint-Denis, (Appellation d’Origine Contrôlée seit dem 8. Dezember 1936) verfügt über 20 Premier-Cru-Lagen mit 44 Hektar Fläche sowie 5 Grand-Cru-Lagen. Angebaut werden hauptsächlich Rotweine aus der Rebsorte Pinot Noir. Der Ertrag ist beim Rotwein für die normale Orts-Appellation auf 40 Hektoliter pro Hektar beschränkt. Durch Ausnahmeregelungen darf der Ertrag um max. 20 % höher liegen. Die durchschnittlichen Erntemenge liegt bei ca. 4000 hl / Jahr Rotwein (in dieser Menge ist die Fläche der Grand Cru ausgenommen).
Außerdem werden jährlich ca. 205 hl Weißwein aus den zugelassenen Rebsorten Pinot Blanc (Weißburgunder) und Chardonnay hergestellt. Der Mindestalkoholgehalt beträgt 10,5° für den Rotwein sowie 11° für den Weißwein. Im Falle einer künstlichen Anreicherung durch Trockenzucker (Chaptalisation) wird ein maximaler Alkoholgehalt festgelegt, der bei 13,5° für Rotwein und bei 14° bei Weißwein liegt.

### Grand Crus
Liste der Grand Crus in Morey-Saint-Denis: 
- Clos de Tart (7,53 Hektar, bereits 1141 von Zisterziensermönchen angelegt, heute Monopollage des Hauses Mommessin),
- Clos Saint-Denis (6,626 Hektar),
- Clos de la Roche (16,9027 Hektar),
- Clos des Lambrays (8,6975 Hektar, dieser Grand Cru ist eine Quasi-Monopollage der Familie Freund aus Koblenz) sowie teilweise
- Bonnes Mares (nur 1,5 Hektar dieses Grand Cru liegen auf der Gemarkung von Morey-Saint-Denis, der Großteil entfällt auf die Gemeinde Chambolle-Musigny)

### Premier Crus
Liste der Premier Crus: 
- Aux Carmes (Weißwein/Rotwein),
- Aux Cheseaux (Weißwein/Rotwein),
- Clos Baulet (Weißwein/Rotwein),
- Clos des Ormes (Weißwein/Rotwein),
- Clos Sorbés (Weißwein/Rotwein),
- Cote-Rôtie (Weißwein/Rotwein),
- La Bussière (Weißwein/Rotwein),
- La Riotte (Weißwein/Rotwein),
- Le Village (Weißwein/Rotwein),
- Les Blanchards (Weißwein/Rotwein),
- Les Chaffots (Weißwein/Rotwein),
- Les Charrières (Weißwein/Rotwein),
- Les Chenevery (Weißwein/Rotwein),
- Les Façonnières (Weißwein/Rotwein),
- Les Genavrières (Weißwein/Rotwein),
- Les Gruenchers (Weißwein/Rotwein),
- Les Milandes (Weißwein/Rotwein),
- Les Ruchots (Weißwein/Rotwein),
- Les Sorbes (Weißwein/Rotwein) und
- Monts Luisants (Weißwein/Rotwein).